# Semiothisa translineata
Semiothisa translineata là một loài bướm đêm trong họ Geometridae.